# Raffenburg

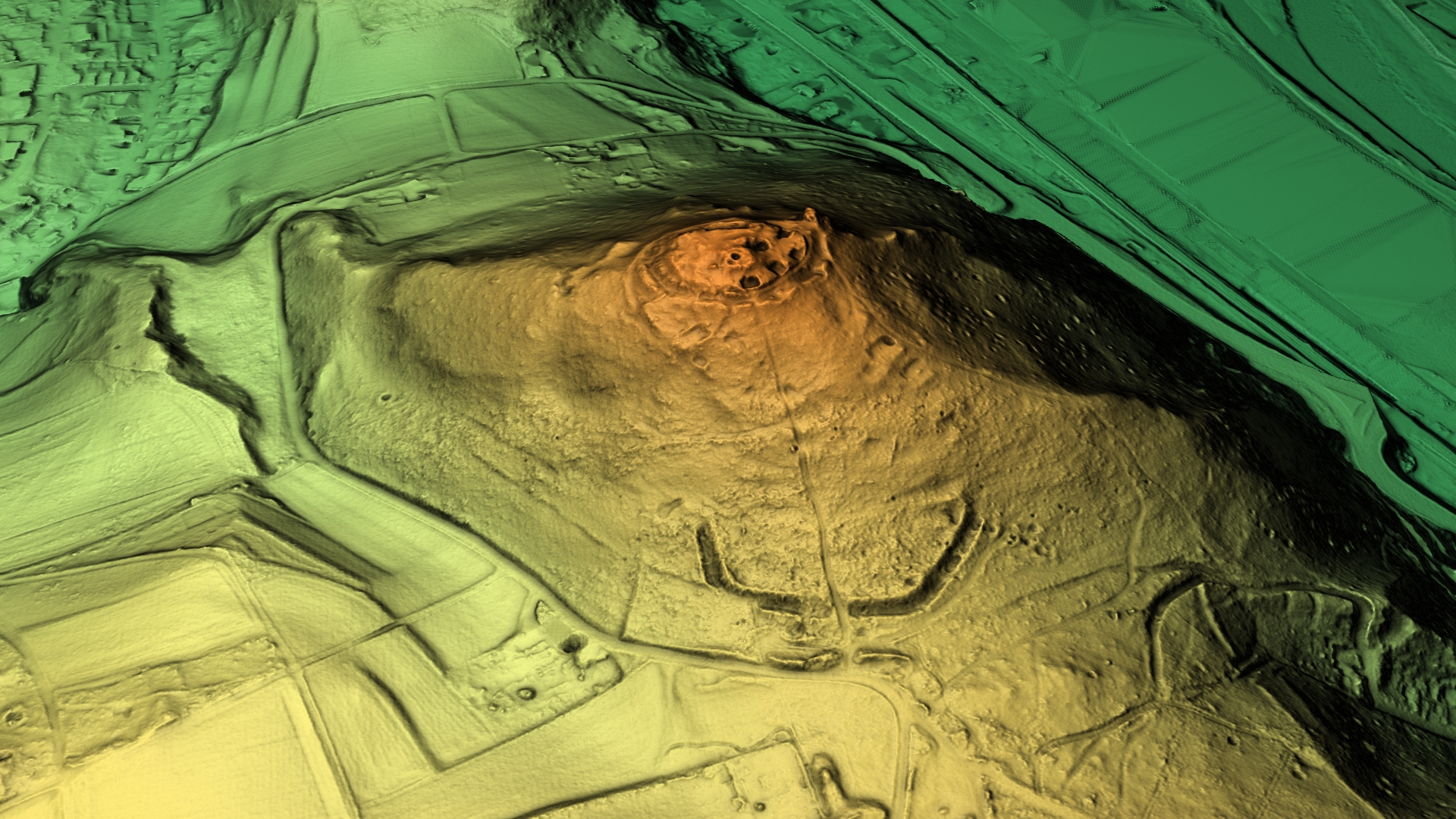
3D-Ansicht des digitalen Geländemodells

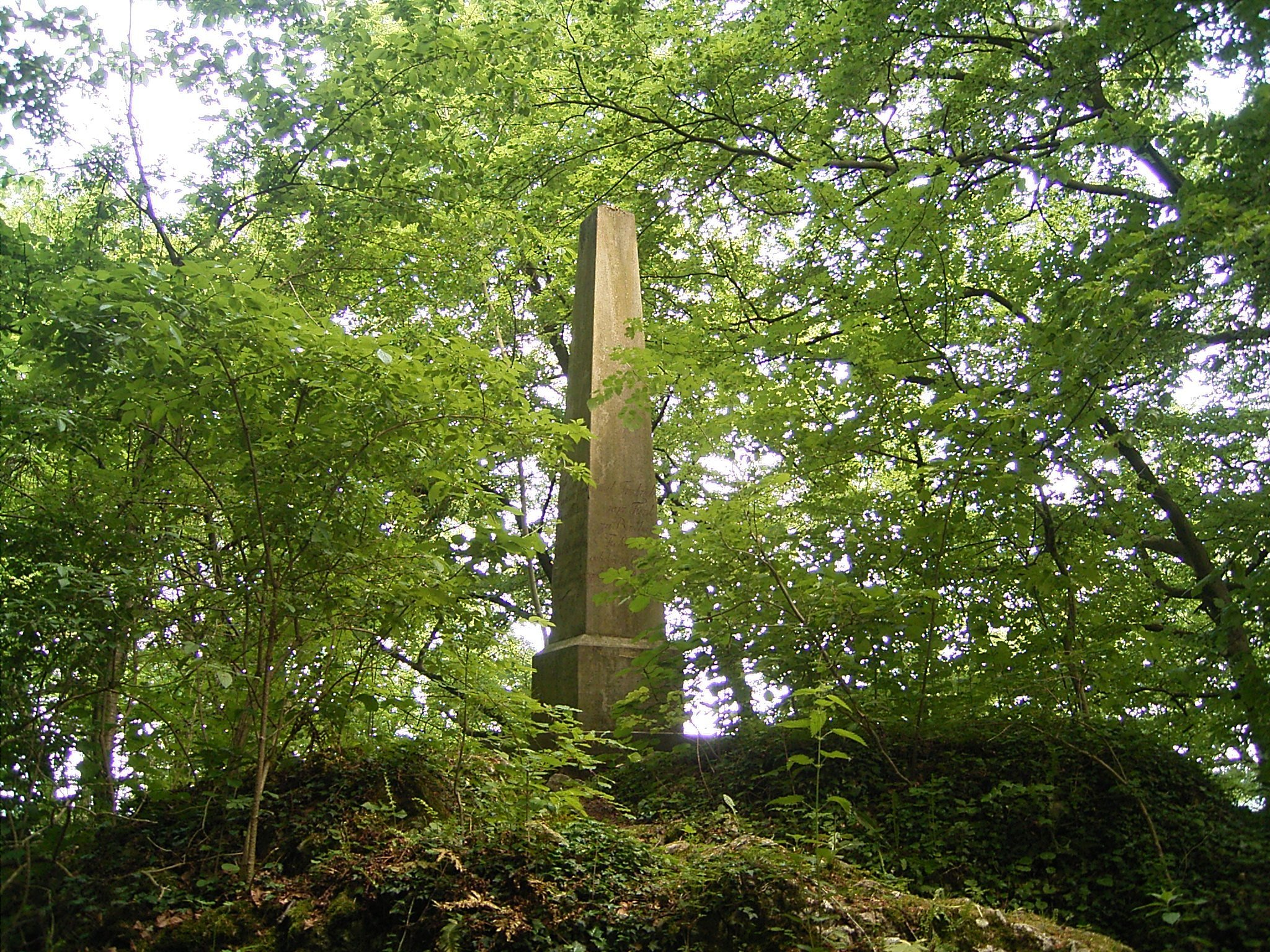
Das Raffenbergdenkmal

Die Raffenburg, auch Burg Raffenberg genannt, ist die Ruine einer Höhenburg in der Gemarkung Hohenlimburg der Stadt Hagen in Nordrhein-Westfalen, Deutschland. Sie befindet sich auf dem Gipfel des bewaldeten Raffenbergs (240 m ü. NHN) inmitten des Naturschutzgebiets Raffenberg westlich des Hohenlimburger Ortskerns und östlich vom Hagener Ortsteil Holthausen. Auf der Nordostseite des Berges trennt die B 7 (Hohenlimburger Straße/Stennertstraße) die Anhöhe von der mehr als 120 m niedriger gelegenen Lenneaue. Auf der flacheren Südseite des Bergs führt ein Pfad zur Anlage herauf. Er beginnt am Wandererparkplatz Piepenbrink nahe dem Märchenwald. Die Raffenburg liegt im Naturschutzgebiet Raffenberg.

## Geschichte
Gegründet wurde die Höhenburg sehr wahrscheinlich in der ersten Hälfte des 13. Jahrhunderts – vermutlich nach dem Totschlag des Erzbischofs Engelbert von Berg 1225 oder aber aus Anlass der Gründung der direkt gegenüber liegenden Hohenlimburg – als kurkölnische Grenzburg gegen die sich bildende Grafschaft Limburg. Dafür spricht das reiche und vielfältige archäologische Fundgut sowie die historische Quellenüberlieferung und der politische Kontext.
Ab dem 7. Mai 1288 belagerte Graf Eberhard II. von der Mark die Raffenburg im Limburger Erbfolgekrieg mit Belagerungsgerät. Nach mehreren erfolglosen Eroberungsversuchen fiel die Burg laut Levold von Northof, des Chronisten der märkischen Grafen, wegen Wassermangels. Bis in das 14. Jahrhundert hinein wurde die Burg als Lehen vergeben. Münz- und Keramikfunde belegen ebenfalls eine weitere Ausbau- und Siedlungsphase nach der Zerstörung im späten 13. Jahrhundert.

## Anlage
Die Burg war von einer 120 Zentimeter dicken Ringmauer und einem Graben umgeben. Sie besaß zwei Türme, zwei unterkellerte Palasgebäude, Stallungen, eine Zisterne und Unterkünfte für die Burgmannschaft. Der Hauptzugang befand sich im Osten. Der in der Mitte des Burghofes stehende Turm war der Bergfried der Burg mit einem Innendurchmesser von 350 Zentimeter und einer Mauerstärke von 260 Zentimetern. Der Innenraum der ovalen Anlage hatte die Maße von ca. 60 mal 80 Metern. Die Raffenburg bildet den Mittelpunkt eines sie umgebenden Areals mit weiteren Befestigungen und Siedlungen.
Sämtliche Teile der Anlage sind im Wald noch vorfindbar, die Ruinen sind teils ursprünglich, teils wurden sie 1978 konserviert, wie zum Beispiel der Keller des Torhauses.
Wilhelm Bleicher vermutete wegen der urkundlichen Erwähnung eines Schultheiß auf der Raffenburg im Umfeld der Anlage eine Stadt. Er postulierte die Gründung durch Herzog Heinrich den Löwen. Für eine Datierung in das 11. und 12. Jahrhundert gibt es jedoch weder archäologische noch historische Hinweise. Das Amt des Schultheiß auf der Raffenburg stand vielmehr im Zusammenhang mit der erzbischöflichen Landesverwaltung, die im Territorium der kölnischen Herrschaft Volmarstein ausgeübt wurde.
Die Raffenburg wurde erstmals 1997 durch den Historiker Andreas Korthals, heute Archivar im Stadtarchiv Hagen, im Rahmen seiner Magister-Arbeit an der Ruhr-Universität Bochum aus historischer Sicht wissenschaftlich untersucht. Eine erste systematische archäologische und historische Einordnung wurde 2020 durch Eva Cichy und Ralf Blank in der Reihe "Frühe Burgen in Westfalen" vorgelegt.
Die Archäologen und Historiker Michael Baales, Ralf Blank und Jörg Orschiedt beschrieben 2010 die Raffenburg, die zugehörigen Wehranlagen und Siedlung in ihrem Umfeld archäologisch und historisch nach dem aktuellen Forschungsstand.
Etwa 600 Meter südlich von der Raffenburg befindet sich eine weitere Wallanlage, die Franzosenschanze; sie kann nicht genau eingeordnet werden, gehörte aber wohl zur Raffenburg. Ihre Gräben sind noch heute im Wald sichtbar.

## Raffenbergdenkmal
Das Raffenbergdenkmal befindet sich ungefähr zehn Meter östlich des Burggeländes im Dickicht zur Erinnerung an Emil Friedrich I. von Bentheim-Tecklenburg. Das Denkmal aus Sandstein stammt von 1837 und wurde 1983 renoviert.
Die Widmung auf der Vorderseite lautet „Emil Friedrich, regierender Fürst zu Bentheim-Tecklenburg, geboren den 12. Mai 1765, gestorben den 17. April 1835“, an der rechten Seite steht „Geliebt, beweint, im stillen Frieden, Bist Edler Du von uns geschieden. Dein fromm Gemüt, dein lieblich Thun wird unvergänglich in den Herzen ruhn“, an der linken Seite „Süße Hoffnung, schöner Glaube, der ein Wiedersehen uns lehrt, dem Wanderer im Staube Trost im Trennungsschmerz gewährt“ und auf der Rückseite steht eine Bibelstellenangabe: „Evangelium Johannes 14 Vers 16-19“.

## Legende
Der Legende nach lebte auf der Raffenburg der arge Raubritter Humbert. Als er einer Belagerung seiner Burg nicht mehr standhalten konnte, vereinbarte er mit dem Feinde, sich zu ergeben, wenn man seine Frau mit dem abziehen lasse, was sie in drei Malen tragen könne. Als ihm das gewährt wurde, trug die kräftige Frau erst ihren Mann und dann ihren Sohn aus der Burg. Beim dritten Mal trug sie schließlich so viel Gold und Geschmeide aus der Burg, dass sie am Fuße des Berges zusammenbrach.

## Funde (Auswahl)

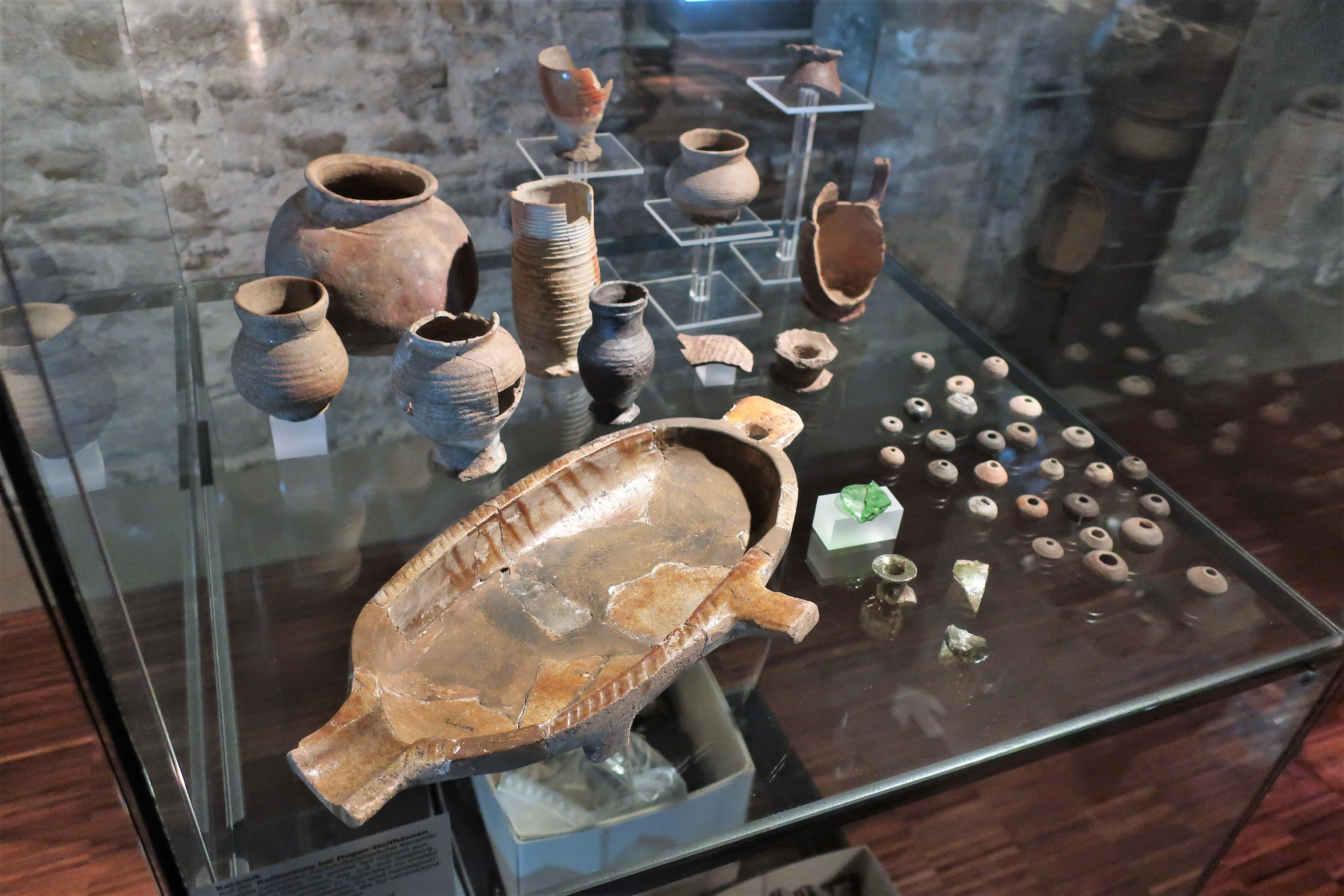
Keramikfunde auf der Raffenburg

- Absatzbeil, Späte Bronzezeit, ca. 1.500 bis 1.000 v. Chr., 1835 entdeckt
- Nierenring, Zinnbronze, Ältere Eisenzeit, 8. bis 6. Jahrhundert v. Chr., 1991 entdeckt
- Fettpfanne, Irdenware, Spätmittelalter, 13./14. Jahrhundert, Grabung 1932/33
- Becher aus Faststeinzeug, Keramik, Spätmittelalter, 13./14. Jahrhundert
- Henkelkrug, Steinzeug, Spätmittelalter, 14. Jahrhundert, Grabung 1932
- Überwurfriegel einer Truhe, Eisen, Spätmittelalter, 13. Jahrhundert, 1991 entdeckt
- Rad- und Stachelsporn, Spätmittelalter, 13./14. Jahrhundert, Grabung 1932
- Pfeilspitzen und Armbrustbolzen, Eisen geschmiedet, Spätmittelalter, 13. Jahrhundert
- Kugel von Wurfmaschinen, Kalkstein, 1288 benutzt (?), Grabung 1932/33
- Krähenfüße, Eisen geschmiedet, 13. Jahrhundert, 1288 benutzt (?)
- Schloss und Scharnier, Buntmetall, teilweise vergoldet, Spätmittelalter 13. Jahrhundert
- Gros Tournois, Turnosgroschen, Silber geprägt, 13./14. Jahrhundert
- Fensterkreuz, Eisen geschmiedet, 13. Jahrhundert, Grabung 1932
- Dolch, Eisen, Griffknauf Buntmetall, 13./14. Jahrhundert, 2018 von Horst Klötzer entdeckt[9]